# Agathia
Agathia là một chi bướm đêm thuộc họ Geometridae.

## Các loài
- Agathia affluens Prout, 1937
- Agathia arcuata Moore, [1868]
- Agathia carissima Butler, 1878
- Agathia codina Swinhoe, 1892
- Agathia cristifera (Walker, 1861)
- Agathia deliciosa Holloway & Sommerer, 1984
- Agathia diplochorda Prout, 1916
- Agathia distributa Lucas, 1891
- Agathia diversiformis Warren, 1894
- Agathia eromenoides Holloway, 1996
- Agathia gigantea Butler, 1880
- Agathia kuehni Warren, 1898
- Agathia laetata (Fabricius, 1794)
- Agathia laqueifera Prout, 1912
- Agathia largita Holloway, 1996
- Agathia lycaenaria (Kollar, 1848)
- Agathia muluensis Holloway, 1996
- Agathia obsoleta Warren, 1897
- Agathia ochrotypa Turner, 1922
- Agathia pisina Butler, 1887
- Agathia prasinaspis Meyrick, 1889
- Agathia quinaria Moore, [1868]
- Agathia rubrilineata Warren, 1896
- Agathia solaria Swinhoe, 1905
- Agathia succedanea Warren, 1897
- Agathia vicina (Bastelberger, 1911)

## Hình ảnh

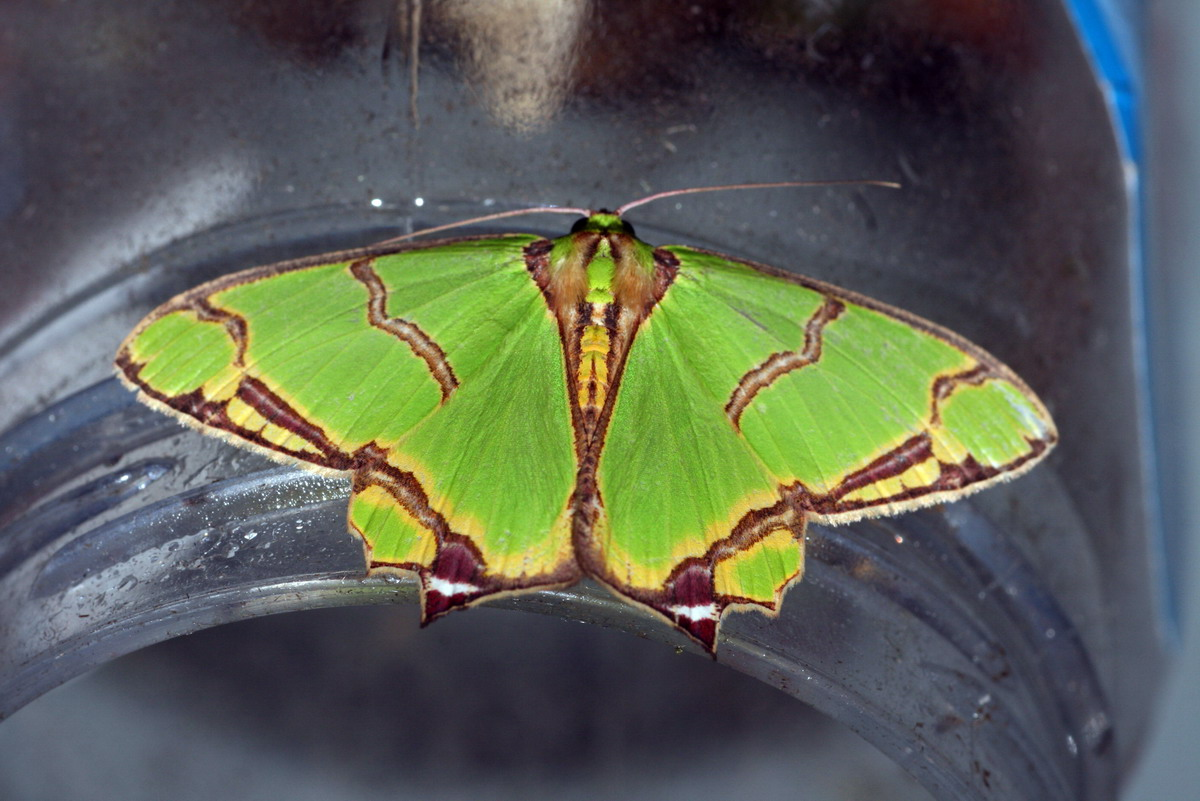
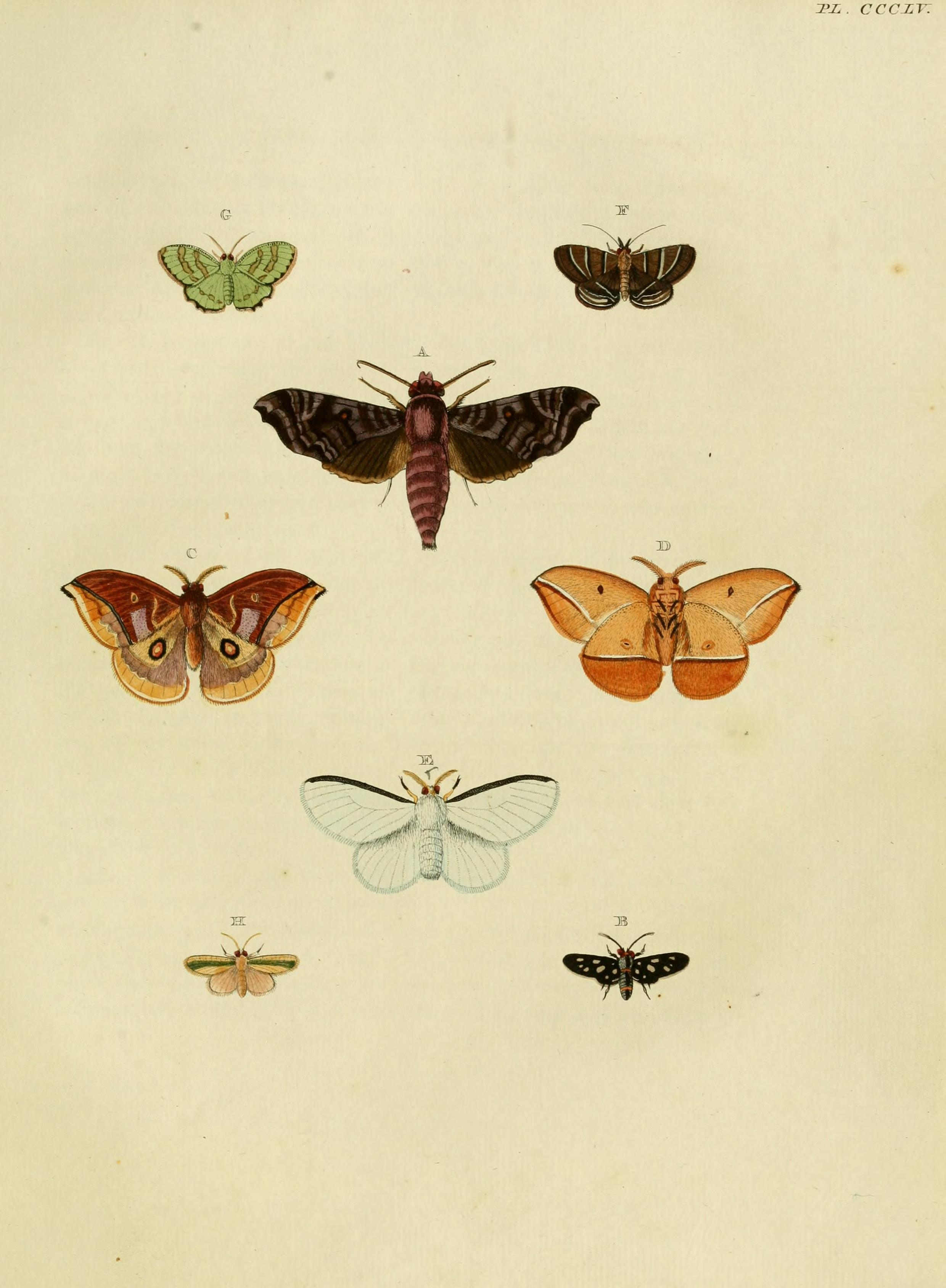
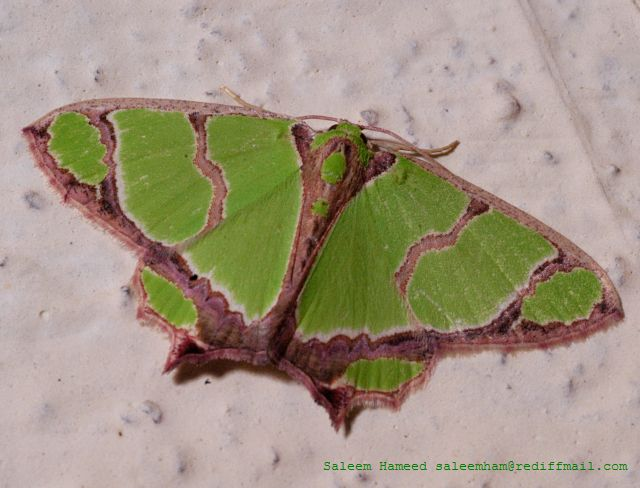